# Càtedra Lucasiana
La Càtedra Lucasiana (en anglès: Lucasian Chair of Mathematics) és una càtedra universitària de Matemàtiques de la Universitat de Cambridge. El càrrec va ser fundat el 1663 per Henry Lucas, membre del parlament anglès entre 1639 i 1640, i establerta oficialment per Carles II el 1664. Lucas, al seu testament, va llegar la seva biblioteca de 4.000 volums a la Universitat, i va manar la compra de terrenys que donessin un rendiment anual de 100 lliures per a poder fundar una Càtedra. Ordenava també que el professor que ocupés aquesta càtedra havia de donar almenys una classe de matemàtiques a la setmana, i hauria d'estar disponible dues hores setmanals per resoldre els dubtes dels alumnes.
El primer professor Lucasià va ser Isaac Barrow, succeït per Isaac Newton. Actualment, el càrrec és ocupat per Michael Green. L'abril de 2014, La Universitat de Cambridge ha convocat un jurat per a escollir el seu successor, que serà el dinovè Lucasian professor.

## Curiositats
- Stephen Hawking jugava amb el doble sentit de la paraula anglesa chair ("càtedra" i "cadira") per referir-se a la seva doble condició de titular de la Càtedra Lucasiana i usuari de cadira de rodes. Irònicament, diu: No pensava que la cadira d'Isaac Newton funcionés amb electricitat en aquella època.
- Data, l'androide de la sèrie Star Trek: La nova generació és Professor Lucasià en l'últim episodi de la sèrie.

## Llista de professors Lucasià
- 1664 - Isaac Barrow
- 1669 - Sir Isaac Newton
- 1702 - William Whiston
- 1711 - Nicholas Saunderson
- 1739 - John Colson
- 1760 - Edward Waring
- 1798 - Isaac Milner
- 1820 - Robert Woodhouse
- 1822 - Thomas Turton
- 1826 - Sir George Airy
- 1828 - Charles Babbage
- 1839 - Joshua King
- 1849 - Sir George Stokes
- 1903 - Sir Joseph Larmor
- 1932 - Paul Dirac
- 1969 - Sir James Lighthill
- 1980 - Stephen Hawking
- 2009 - Michael Green